# 1. Fußball-Club Saarbrücken 2010-2011 (femminile)
Questa voce raccoglie le informazioni riguardanti la squadra femminile dell'1. Fußball-Club Saarbrücken nelle competizioni ufficiali della stagione 2010-2011.

## Divise e sponsor
La grafica era quella a strisce nerazzurre adottata del Saarbrücken maschile. Il main sponsor era la catena alberghiera Victor's Residenz-Hotels mentre quello tecnico, fornitore delle tenute da gioco, era Nike.
|  | Casa | Trasferta |

## Organigramma societario
Come da sito federazione tedesca
Area tecnica
- Allenatore: Stephan Fröhlich (fino al 4 febbraio 2011)
- Allenatore: Tobias Jungfleisch (dal 5 febbraio 2011 al 30 giugno 2011)
- Vice allenatore: Sebastian Rytzmann
- Vice allenatore: Stephan Braun (dal 5 febbraio 2011 al 30 giugno 2011)
- Preparatore dei portieri: Frank Kackert

## Rosa
Rosa, ruoli e numeri di maglia come da sito federazione tedesca.
| N. |                        | Ruolo | Calciatrice          |
| -- | ---------------------- | ----- | -------------------- |
| 1  | Germania (bandiera)    | P     | Christina Ehl        |
| 2  | Stati Uniti (bandiera) | D     | Danielle Sweeney     |
| 2  | Germania (bandiera)    | D     | Sina Kirschner       |
| 3  | Germania (bandiera)    | C     | Tamara Morche        |
| 4  | Germania (bandiera)    | D     | Ann-Katrin Schinkel  |
| 5  | Germania (bandiera)    | D     | Madita Giehl         |
| 6  | Germania (bandiera)    | A     | Christina Arend      |
| 7  | Germania (bandiera)    | D     | Vicky Hinsberger     |
| 8  | Germania (bandiera)    | C     | Sarah Karnbach       |
| 9  | Germania (bandiera)    | C     | Sarah Schatton       |
| 10 | Islanda (bandiera)     | D     | Sif Atladóttir       |
| 11 | Germania (bandiera)    | C     | Meike Trach          |
| 12 | Nigeria (bandiera)     | A     | Cynthia Uwak         |
| 13 | Germania (bandiera)    | C     | Julia Leykauf        |
| 14 | Germania (bandiera)    | C     | Elisabeth Scherzberg |
| 15 | Germania (bandiera)    | C     | Jacqueline De Backer |

| N. |                                 | Ruolo | Calciatrice           |
| -- | ------------------------------- | ----- | --------------------- |
| 16 | Germania (bandiera)             | P     | Verena Wonn           |
| 17 | Germania (bandiera)             | C     | Caroline Salm         |
| 18 | Germania (bandiera)             | A     | Nina Rauch            |
| 19 | Germania (bandiera)             | C     | Vanessa Skradde-Fries |
| 19 | Germania (bandiera)             | C     | Nathalie Quinten      |
| 20 | Svizzera (bandiera)             | D     | Noémie Beney          |
| 21 | Germania (bandiera)             | D     | Laura Vetterlein      |
| 22 | Germania (bandiera)             | C     | Anika Scherer         |
| 23 | Bosnia ed Erzegovina (bandiera) | C     | Zemira Talundžić      |
| 23 | Germania (bandiera)             | C     | Michaela Collisi      |
| 24 | Germania (bandiera)             | A     | Saskia Toporski       |
| 25 | Stati Uniti (bandiera)          | C     | Juliana Edwards       |
| 26 | Germania (bandiera)             | P     | Julia Koch            |
| 27 | Germania (bandiera)             | P     | Romina Holz           |
| 29 | Germania (bandiera)             | D     | Sabine Blank          |

## Calciomercato

### Sessione estiva
| Acquisti | Acquisti         | Acquisti                        | Acquisti                        |
| R.       | Nome             | da                              | Modalità                        |
| -------- | ---------------- | ------------------------------- | ------------------------------- |
| P        | Romina Holz      | Bad Neuenahr                    | definitivo                      |
| D        | Madita Giehl     | Siegelbach [Primavera B (F)]    | definitivo                      |
| D        | Danielle Sweeney | Vancouver Whitecaps             | definitivo                      |
| C        | Sarah Schatton   | 1. FFC Francoforte              | definitivo                      |
| A        | Nina Rauch       | Saarbrücken II                  | aggregata dalla squadra riserve |
| A        | Saskia Toporski  | Viktoria Orscholz [Primavera B] | definitivo                      |

| Cessioni | Cessioni         | Cessioni           | Cessioni                        |
| R.       | Nome             | a                  | Modalità                        |
| -------- | ---------------- | ------------------ | ------------------------------- |
| D        | Sabine Blank     | Saarbrücken II     | trasferita alla squadra riserve |
| C        | Michaela Collisi | Saarbrücken II     | trasferita alla squadra riserve |
| A        | Selina Dambier   | 1. FFC Francoforte | definitivo                      |

### Sessione invernale
| Acquisti | Acquisti | Acquisti | Acquisti |
| R.       | Nome     | da       | Modalità |
| -------- | -------- | -------- | -------- |
|          |          |          |          |

| Cessioni | Cessioni         | Cessioni          | Cessioni   |
| R.       | Nome             | a                 | Modalità   |
| -------- | ---------------- | ----------------- | ---------- |
| D        | Danielle Sweeney |                   | svincolata |
| D        | Sif Atladóttir   | Kristianstads DFF | definitivo |
| A        | Cynthia Uwak     | PK-35 Vantaa      | definitivo |

## Risultati

### Frauen-Bundesliga

#### Girone di andata
| Arbitro: | Kunick (Lissa) |

|            |           |                         |
| Añonma 70’ | Marcatori | 8’, 55’ Arend 12’ Rauch |

| Arbitro: | Dietz |

|               |           |                                          |
| Uwak 22’, 67’ | Marcatori | 5’ (rig.) Omilade 13’ Müller 80’ Jakabfi |

| Arbitro: | Herrmann (Mönchengladbach) |

|                    |           |  |
| Rauch 60’ Uwak 90’ | Marcatori |  |

| Arbitro: | Wozniak (Herne) |

|                                   |           |           |
| Hoffmann 41’ (rig.), 85’ Tarr 47’ | Marcatori | 22’ Rauch |

| Arbitro: | Söder (Norimberga) |

|             |           |                                      |
| Sweeney 23’ | Marcatori | 56’ Kulig 65’ Zweigler 75’ Göransson |

| Arbitro: | Eisenhardt (Holzgerlingen) |

|                                 |           |  |
| Bachor 15’, 56’, 78’ Aigner 90’ | Marcatori |  |

| Arbitro: | Wozniak (Herne) |

|              |           |                                                  |
| Karnbach 26’ | Marcatori | 19’, 76’ Garefrekes 55’ (rig.) Prinz 90’ Pohlers |

| Arbitro: | Kurtes (Düsseldorf) |

|                 |           |                                 |
| Feiersinger 53’ | Marcatori | 50’ (rig.) Atladóttir 81’ Rauch |

| Arbitro: | Biehl (Siesbach) |

|  |           |                 |
|  | Marcatori | 42’, 70’ Keßler |

| Arbitro: | Derlin (Bad Schwartau) |

|                                                                  |           |  |
| Rolser 36’, 72’, 76’ Maier 49’ Kossmann 88’ Okoyino da Mbabi 90’ | Marcatori |  |

| Arbitro: | Söder (Norimberga) |

|  |           |                                  |
|  | Marcatori | 31’ Grings 34’ Maes 80’ Islacker |

#### Girone di ritorno
| Arbitro: | Schultz (Wolfsburg) |

|            |           |             |
| Edwards 5’ | Marcatori | 68’ Schiewe |

| Arbitro: | Müller-Schmäh (Potsdam) |

|                                     |           |  |
| Moser 30’ Müller 49’, 74’ Smith 90’ | Marcatori |  |

| Arbitro: | Elsner (Duisburg) |

|  |           |                    |
|  | Marcatori | 19’ (aut.) Prießen |

| Arbitro: | Storch-Schäfer (Petersberg) |

|              |           |                                 |
| Schatton 55’ | Marcatori | 15’ Hoffmann 21’ Tarr 88’ Kraus |

| Arbitro: | Wenkel (Wehrden) |

|                                         |           |                      |
| Göransson 8’ Kulig 15’ (rig.) Simon 62’ | Marcatori | 2’ (rig.) Atladóttir |

| Arbitro: | Herrmann (Mönchengladbach) |

|  |           |                                                                |
|  | Marcatori | 4’, 82’ Aigner 34’ Wimbersky 39’ Mirlach 84’ (aut.) Vetterlein |

| Arbitro: | Söder (Norimberga) |

|                                                                                          |           |  |
| Marozsán 7’ Pohlers 16’ (rig.), 30’, 45’, 47’ Landström 19’, 77’ Garefrekes 61’ Huth 75’ | Marcatori |  |

| Arbitro: | Wenkel (Wehrden) |

|                            |           |                          |
| De Backer 47’ Toporski 77’ | Marcatori | 81’ Gröbner 82’ Pollmann |

| Arbitro: | Elsner (Duisburg) |

|                                                                             |           |  |
| Kerschowski 13’ Schmidt 25’ Mittag 48’ Nagasato 49’, 59’, 71’ Löwenberg 83’ | Marcatori |  |

| Arbitro: | Illing (Limbach-Oberfrohna) |

|                     |           |                        |
| Arend 29’ Trach 33’ | Marcatori | 15’, 70’ Rech 85’ Pyko |

| Arbitro: | Hussein (Bad Harzburg) |

|                                          |           |  |
| Popp 17’, 72’, 89’ Islacker 45’ Maes 61’ | Marcatori |  |

### DFB-Pokal der Frauen
| Arbitro: | Söder (Norimberga) |

|  |           |                                                   |
|  | Marcatori | 9’, 57’ Arend 34’ Beney 75’ Schatton 84’ Toporski |

| Arbitro: | Jene |

|                         |           |          |
| Rauch 6’, 64’ Arend 74’ | Marcatori | 79’ Wich |

| Bad Neuenahr-Ahrweiler 24 ottobre 2010, ore 14:00 CEST Ottavi di finale                                            | Bad Neuenahr | 7 – 0 referto | Saarbrücken | Apollinarisstadion (350 spett.) |
| \| \| \| \| \| Okoyino da Mbabi 26’, 68’ Rech 28’, 45’ Rolser 65’ Goeßling 70’ Petzelberger 75’ \| Marcatori \| \| |              |               |             |                                 |
| |              |               |             |                                 |
| Okoyino da Mbabi 26’, 68’ Rech 28’, 45’ Rolser 65’ Goeßling 70’ Petzelberger 75’                                   | Marcatori    |               |             |                                 |

## Statistiche

### Statistiche di squadra
| Competizione         | Punti | In casa | In casa | In casa | In casa | In casa | In casa | In trasferta | In trasferta | In trasferta | In trasferta | In trasferta | In trasferta | Totale | Totale | Totale | Totale | Totale | Totale | DR  |
| Competizione         | Punti | G       | V       | N       | P       | Gf      | Gs      | G            | V            | N            | P            | Gf           | Gs           | G      | V      | N      | P      | Gf     | Gs     | DR  |
| -------------------- | ----- | ------- | ------- | ------- | ------- | ------- | ------- | ------------ | ------------ | ------------ | ------------ | ------------ | ------------ | ------ | ------ | ------ | ------ | ------ | ------ | --- |
| Frauen-Bundesliga    | 14    | 11      | 1       | 2       | 8       | .       | .       | 11           | 3            | 0            | 8            | .            | .            | 22     | 4      | 2      | 16     | 20     | 72     | -52 |
| DFB-Pokal der Frauen | -     | 1       | 1       | 0       | 0       | 3       | 1       | 2            | 1            | 0            | 1            | 5            | 7            | 3      | 2      | 0      | 1      | 8      | 8      | 0   |
| Totale               | -     | 12      | 2       | 2       | 8       | .       | .       | 13           | 4            | 0            | 9            | .            | .            | 25     | 6      | 2      | 17     | 28     | 80     | -52 |

### Andamento in campionato
| Giornata  | 1 | 2 | 3 | 4 | 5 | 6 | 7  | 8 | 9 | 10 | 11 | 12 | 13 | 14 | 15 | 16 | 17 | 18 | 19 | 20 | 21 | 22 |
| --------- | - | - | - | - | - | - | -- | - | - | -- | -- | -- | -- | -- | -- | -- | -- | -- | -- | -- | -- | -- |
| Luogo     | T | C | C | T | C | T | C  | T | C | T  | C  | C  | T  | T  | C  | T  | C  | T  | C  | T  | C  | T  |
| Risultato | V | P | V | P | P | P | P  | V | P | P  | P  | N  | P  | V  | P  | P  | P  | P  | N  | P  | P  | P  |
| Posizione | 3 | 7 | 4 | 5 | 7 | 9 | 11 | 9 | 9 | 10 | 10 | 9  | 10 | 10 | 10 | 10 | 10 | 11 | 11 | 11 | 11 | 11 |

Legenda:

Luogo: C = Casa; T = Trasferta. Risultato: V = Vittoria; N = Pareggio; P = Sconfitta.

### Statistiche delle giocatrici
| Giocatore        | Frauen-Bundesliga | Frauen-Bundesliga | Frauen-Bundesliga | Frauen-Bundesliga | DFB-Pokal der Frauen | DFB-Pokal der Frauen | DFB-Pokal der Frauen | DFB-Pokal der Frauen | Totale   | Totale | Totale      | Totale     |
| Giocatore        | Presenze          | Reti              | Ammonizioni       | Espulsioni        | Presenze             | Reti                 | Ammonizioni          | Espulsioni           | Presenze | Reti   | Ammonizioni | Espulsioni |
| ---------------- | ----------------- | ----------------- | ----------------- | ----------------- | -------------------- | -------------------- | -------------------- | -------------------- | -------- | ------ | ----------- | ---------- |
| C. Arend         | 17                | 3                 | 3                 | 0                 | 2                    | 3                    | 0                    | 0                    | 19       | 6      | 3           | 0          |
| S. Atladóttir    | 20                | 2                 | 0                 | 0                 | 3                    | 0                    | 0                    | 0                    | 23       | 2      | 0           | 0          |
| N. Beney         | 13                | 0                 | 0                 | 0                 | 2                    | 1                    | 0                    | 0                    | 15       | 1      | 0           | 0          |
| S. Blank         | 1                 | 0                 | 0                 | 0                 | -                    | -                    | -                    | -                    | 1        | 0      | 0           | 0          |
| M. Collisi       | 1                 | 0                 | 0                 | 0                 | 1                    | 0                    | 0                    | 0                    | 2        | 0      | 0           | 0          |
| J. De Backer     | 13                | 1                 | 0                 | 0                 | 1                    | 0                    | 0                    | 0                    | 14       | 1      | 0           | 0          |
| C. Ehl           | 6                 | -24               | 0                 | 0                 | 0                    | 0                    | 0                    | 0                    | 6        | -24    | 0           | 0          |
| J. Edwards       | 20                | 1                 | 5                 | 0                 | 3                    | 0                    | 1                    | 0                    | 23       | 1      | 6           | 0          |
| M. Giehl         | 11                | 0                 | 0                 | 0                 | 1                    | 0                    | 0                    | 0                    | 12       | 0      | 0           | 0          |
| V. Gross         | -                 | -                 | -                 | -                 | 1                    | 0                    | 0                    | 0                    | 1        | 0      | 0           | 0          |
| V. Hinsberger    | 7                 | 0                 | 1                 | 0                 | -                    | -                    | -                    | -                    | 7        | 0      | 1           | 0          |
| R. Holz          | 15                | -39               | 0                 | 0                 | 3                    | -8                   | 0                    | 0                    | 18       | -47    | 0           | 0          |
| S. Karnbach      | 13                | 1                 | 0                 | 0                 | 1                    | 0                    | 0                    | 0                    | 14       | 1      | 0           | 0          |
| S. Kirschner     | 1                 | 0                 | 0                 | 0                 | -                    | -                    | -                    | -                    | 1        | 0      | 0           | 0          |
| J. Koch          | -                 | -                 | -                 | -                 | -                    | -                    | -                    | -                    | -        | -      | -           | -          |
| J. Leykauf       | 18                | 0                 | 0                 | 0                 | 3                    | 0                    | 0                    | 0                    | 21       | 0      | 0           | 0          |
| T. Morche        | 1                 | 0                 | 0                 | 0                 | 1                    | 0                    | 0                    | 0                    | 2        | 0      | 0           | 0          |
| N. Quinten       | -                 | -                 | -                 | -                 | 1                    | 0                    | 0                    | 0                    | 1        | 0      | 0           | 0          |
| N. Rauch         | 22                | 4                 | 1                 | 0                 | 3                    | 2                    | 0                    | 0                    | 25       | 6      | 1           | 0          |
| C. Salm          | 10                | 0                 | 1                 | 0                 | 2                    | 0                    | 0                    | 0                    | 12       | 0      | 1           | 0          |
| S. Schatton      | 19                | 1                 | 4                 | 0                 | 2                    | 1                    | 0                    | 0                    | 21       | 2      | 4           | 0          |
| A. Scherer       | 1                 | 0                 | 0                 | 0                 | -                    | -                    | -                    | -                    | 1        | 0      | 0           | 0          |
| E. Scherzberg    | 9                 | 0                 | 0                 | 0                 | 3                    | 0                    | 0                    | 0                    | 12       | 0      | 0           | 0          |
| A-K. Schinkel    | 17                | 0                 | 0                 | 0                 | 1                    | 0                    | 0                    | 0                    | 18       | 0      | 0           | 0          |
| V. Skradde-Fries | 7                 | 0                 | 0                 | 0                 | 1                    | 0                    | 0                    | 0                    | 8        | 0      | 0           | 0          |
| D. Sweeney       | 13                | 1                 | 0                 | 0                 | 2                    | 0                    | 0                    | 0                    | 15       | 1      | 0           | 0          |
| Z. Talundžić     | 1                 | 0                 | 0                 | 0                 | -                    | -                    | -                    | -                    | 1        | 0      | 0           | 0          |
| S. Toporski      | 10                | 1                 | 1                 | 0                 | 1                    | 1                    | 0                    | 0                    | 11       | 2      | 1           | 0          |
| M. Trach         | 6                 | 1                 | 2                 | 0                 | -                    | -                    | -                    | -                    | 6        | 1      | 2           | 0          |
| C. Uwak          | 20                | 3                 | 3                 | 0                 | 2                    | 0                    | 0                    | 0                    | 22       | 3      | 3           | 0          |
| L. Vetterlein    | 13                | 0                 | 2                 | 0                 | 2                    | 0                    | 1                    | 0                    | 15       | 0      | 3           | 0          |
| V. Wonn          | 1                 | -9                | 1                 | 0                 | -                    | -                    | -                    | -                    | 1        | -9     | 1           | 0          |